# Бемовизна (остановочный пункт)
Бемовизна (пол. Bemowizna) — остановочный пункт в д. Бемовизна в гмине Бранево, в Варминьско-Мазурском воеводстве Польши. Бывшая товарно-пассажирская станция. Имеет 1 платформу и 1 путь.
Остановочный пункт на международной железнодорожной линии Мальборк — Калининград, кроме того здесь ведёт к российско-польской границе грузовая линия Богачево — Мамоново с шириной русской колеи.